# SonarSource
SonarSource est une entreprise qui développe des logiciels open source de qualimétrie continue. Elle est fondée en 2008 par Olivier Gaudin, Freddy Mallet et Simon Brandhof et domiciliée à Genève, Suisse.
SonarSource a développé trois logiciels permettant de mesurer la qualité logicielle et de détecter les vulnérabilités sur 27 langages de programmation incluant Python, Java, C#, JavaScript. Ces trois logiciels sont : SonarQube, SonarLint et SonarCloud.